# Nicolas Bretel de Grémonville
Pour les articles homonymes, voir Bretel de Grémonville.
Nicolas Bretel de Grémonville, né à Rouen le 18 juin 1606 et mort à Paris le 26 novembre 1648, est un diplomate français.

## Biographie
Fils ainé de Raoul Bretel de Grémonville et d'Isabeau Groulart, frère de Jacques Bretel de Grémonville, il étudie au collège des Jésuites de Rouen puis à l'université d'Orléans. En 1631, il est reçu conseiller au Grand conseil puis Richelieu le nomme intendant de justice à l'armée de Picardie avec laquelle il contribue à la conquête de l'Artois avant de passer à l'armée de Champagne où il occupe les mêmes fonctions. Il prend part en 1641 à la bataille de la Marfée puis devient intendant en Languedoc et participe à l'invasion de la Catalogne et à celle du Piémont.
En 1644, il devient ambassadeur à Venise puis le roi l'envoie à Rome pour convaincre le pape Innocent X d'abandonner le parti de l'Espagne mais les prétentions de Michel Mazarin font échouer les négociations et déclencher la guerre de 1646.
Tombé en disgrâce malgré son mérite et son intégrité, relégué à Venise, il ne revient qu'en 1647 et meurt de dépit peu après.